# Координационный совет российской оппозиции
Координационный совет российской оппозиции — негосударственный политический и гражданский орган, существовавший в 2012—2013 годах. Выборы в совете состоялись 20—22 октября 2012 года. Координационный совет первого созыва был избран на один год, по прошествии которого предполагались новые выборы, однако они не состоялись, и в октябре 2013 года совет фактически прекратил своё существование.
Выборы в координационный совет (КС) были организованы после многократных массовых политических выступлений граждан России, начавшихся после выборов в Государственную думу VI созыва 4 декабря 2011 года, продолжавшихся во время кампании по выборам Президента России и после состоявшихся 4 марта 2012 года президентских выборов.
О создании Координационного совета было объявлено на втором «Марше миллионов» 12 июня 2012 года. Совет был распущен 19 октября 2013 года.

## Цели и задачи Совета
После второго заседания Координационного совета оформилось два подхода определения целей и задач КС. Первый, во главе с Андреем Пионтковским (радикалы): необходимо продолжать требовать перевыборов в Государственную думу, отставку президента Владимира Путина и проведения глубоких политических реформ. Второй, во главе с Ксенией Собчак (умеренный): нужно убрать антипутинские лозунги, требовать проведения конкретных реформ (судебная, избирательная, конституционная), тем самым влияя на власть. В результате чего на втором заседании КС была создана рабочая группа, в которую вошли Владимир Ашурков, Андрей Пионтковский, Сергей Пархоменко, Алексей Гаскаров, Борис Немцов, Геннадий Гудков и Константин Крылов. Группа должна была к третьему заседанию прийти к общему решению, устранив разногласия, в определении целей и задач Совета.

29 ноября 2012 года Михаил Ходорковский передал через своего представителя обращение ко всем членам Координационного совета, где высказал своё мнение о наметившимся «расколе» в КС. В своём обращении Ходорковский отмечает, что лозунги КС должны быть реалистичными и выполнимыми, призывая обе стороны к нахождению компромисса.

## Выборы

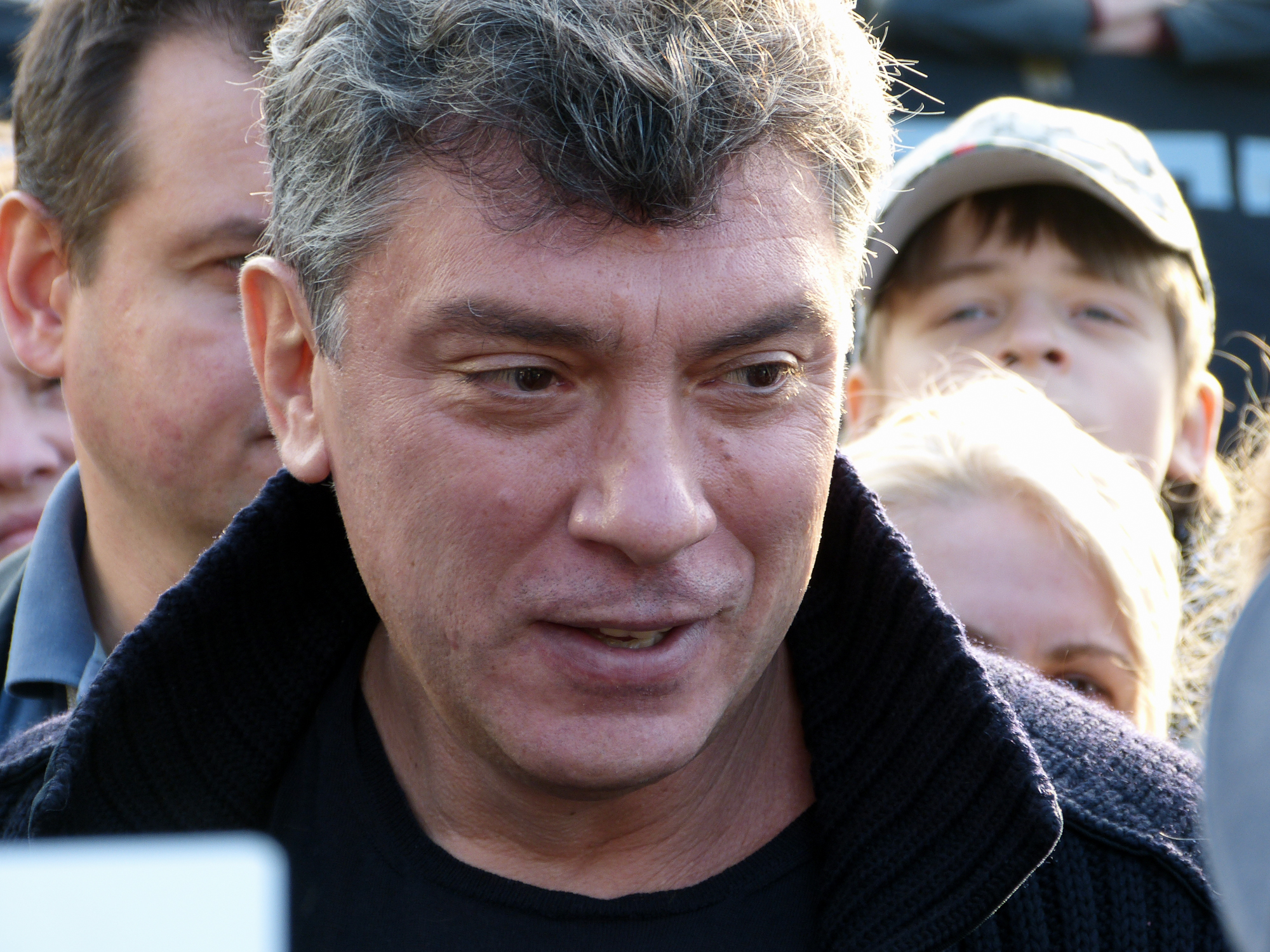
Политик Борис Немцов беседует с окружившими его людьми во время выборов Координационного совета оппозиции. Москва, Цветной бульвар, 20 октября 2012 года

На выборах избран Совет, состоящий из 45 депутатов. При этом 30 из них избраны по общегражданскому списку, и ещё 15 — по «идеологическим куриям». Каждый избиратель получил на избирательном участке 4 электронных бюллетеня: для общегражданской части списка, для голосования за представителей левых сил, для голосования за представителей либералов, для голосования за представителей националистов. В «большом» бюллетене избиратель имел право поставить не более 30 галочек, в «маленьких» — не более 5. Иными словами, избиратель обладал 45 голосами, которые он мог распределить по своему усмотрению.
Выборы организовал Центральный выборный комитет. Председателем комитета избран Леонид Волков. Три члена комитета делегированы основными идеологическими течениями, входящими в оргкомитет протестных действий (левых представляет Александр Иванов, националистов — Елена Денежкина, либералов — Денис Юдин). Также в комитет вошли представители объединений, занимающихся наблюдением за выборами: заместитель исполнительного директора ассоциации ГОЛОС Григорий Мельконьянц, участник движения Сонар Василий Вайсенберг и активистка проекта «Гражданин наблюдатель» Юлия Дрогова. Кроме этого, в качестве экспертов в комитет были включены специалисты в области интернет-технологий Антон Носик и Илья Сегалович, основатель сайта голосований votepoller.com Валентин Преображенский, член правления Фонда развития электронной демократии Максим Осовский и член совета движения Сонар Ольга Фейгина.

## Состав совета
Состав Координационного совета в порядке поданных голосов.
- Общегражданский список

1. Навальный Алексей Анатольевич
2. Быков Дмитрий Львович
3. Каспаров Гарри Кимович
4. Собчак Ксения Анатольевна
5. Яшин Илья Валерьевич
6. Гельфанд Михаил Сергеевич
7. Чирикова Евгения Сергеевна (вышла из КС)[7]
8. Шац Михаил Григорьевич
9. Ашурков, Владимир Львович
10. Гудков Дмитрий Геннадьевич (вышел из КС)[7]
11. Лазарева Татьяна Юрьевна
12. Пархоменко Сергей Борисович (вышел из КС)[7]
13. Дзядко Филипп Викторович
14. Гудков Геннадий Владимирович (вышел из КС)[7]
15. Соболь Любовь Эдуардовна
16. Немцов Борис Ефимович
17. Романова Ольга Евгеньевна (вышла из КС)[8]
18. Кашин Олег Владимирович
19. Илларионов Андрей Николаевич
20. Удальцов Сергей Станиславович
21. Кара-Мурза Владимир Владимирович
22. Адагамов Рустем Ринатович
23. Винокуров Александр Иванович
24. Кац Максим Евгеньевич (вышел из КС)[9]
25. Газарян Сурен Владимирович
26. Албуров Георгий Валентинович
27. Пионтковский Андрей Андреевич (вышел из КС)[10]
28. Мирзоев Владимир Владимирович
29. Шеин Олег Васильевич (вышел из КС)[11]
30. Наганов Владислав Игоревич

- Левые силы

1. Гаскаров Алексей Владимирович
2. Аитова Екатерина Петровна (вышла из КС)[12]
3. Николаев Александр Александрович
4. Палчаев Аким Нажмудинович
5. Развозжаев Леонид Михайлович

- Либеральные силы

1. Давидис Сергей Константинович
2. Пивоваров Андрей Сергеевич
3. Долгих Антон Витальевич
4. Каретникова Анна Георгиевна
5. Царьков Пётр Анатольевич (вышел из КС)[7]

- Националистические силы

1. Константинов Даниил Ильич
2. Артёмов Игорь Владимирович
3. Бондарик Николай Николаевич
4. Крылов Константин Анатольевич
5. Кралин Владлен Леонидович (Владимир Тор)[13]

## Заседания КС
| №  | Дата       | Основная повестка | Членов КС | Председатель      | Видео- запись | Стено- грамма        |
| -- | ---------- | --- | --------- | ----------------- | ------------- | -------------------- |
| 1  | 27.10.2012 | 1. Политзаключённые 2. Регламент 3. Массовые акции | 37 из 45  | Алексей Навальный |               |                      |
| 2  | 24.11.2012 | 1. Массовые акции протеста в декабре 2. Включению представителей оппозиции в состав УИК 3. Регламент КС 4. Выборы ответственного секретаря 5. Бюджетный комитет и финансирование 6. Сайт КС 7. «О положении в стране и задачах протестного движения» 8. «О внесении изменений в ФЗ „О гражданстве Российской Федерации“» 9. Отчёт о выполнении мероприятий по Плану первоочередных действий 10. Итоговый протокол и отчёты ЦВК | 38 из 45  | Гарри Каспаров    |               |                      |
| 3  | 16.12.2012 | 1. Обсуждение текущей общественно-политической ситуации и стратегии развития КС 2. Проект заявления «О положении в стране и задачах протестного движения» 3. Формирование рабочих групп КС 4. Праймериз для выдвижения единого кандидата от оппозиции на выборах губернатора Московской области и главы Екатеринбурга 5. Принятие поправок к регламенту КС 6. Порядок взаимодействия с Экспертным советом оппозиции 7. Отчёт и предложения бюджетного комитета. Расходы на функционирование КС 8. Резолюции, предложенные Н. Н. Бондариком | 34 из 45  | Геннадий Гудков   |               |                      |
| 4  | 20.01.2013 | 1. Массовые акции протеста в марте | 33 из 44  | Владимир Тор      |               |                      |
| 5  | 16.02.2013 | 1. Обсуждение весенних протестных акций. 2. Обращение к участникам событий 6 мая и резолюция о политзаключённых и узниках совести. 3. Обращение по расширению списка Магнитского. 4. Программное заявление о целях и задачах КС | 27 из 43  | Борис Немцов      |               | (недоступная ссылка) |
| 6  | 16.03.2013 | 1. План протестных акций на весну 2013 г. 2. Создание региональных представительств КС оппозиции. 3. Предложения рабочим группам: «О подготовке законопроектов», «О создании основного агитационного материала», «О системе голосования на выборах КСО второго созыва». 4. Отчёт бюджетного комитета. | 27 из 43  | Алексей Гаскаров  |               |                      |
| 7  | 20.04.2013 | 1. Обсуждение акции 6 мая 2013 г. 2. Выборы Ответственного секретаря КСО (выбран Марат Давлетбаев) | 30 из 42  | Михаил Гельфанд   |               | (недоступная ссылка) |
| 8  | 18.05.2013 | 1. Оказание помощи семье Максима Мелкова. 2. Поддержка гражданской инициативы о проведении массовой акции протеста в г. Москве 12 июня 2013 г. 3. Обсуждение прошедшего 6 мая 2013 г. митинга на Болотной площади в Москве. | 27 из 42  | Сергей Давидис    |               | (недоступная ссылка) |
| 9  | 15.06.2013 | 1. Вынесение окончательного решения по вопросу о едином кандидате от оппозиции и поддержке кандидатур Алексея Навального и Сергея Удальцова на выборах мэра г. Москвы 2. Кампания «Неделя действий в поддержку Алексея Гаскарова» | 26 из 40  | Илья Константинов |               |                      |
| 11 | 21.09.2013 | |           |                   |               |                      |

## Хронология

### Октябрь 2012 года
24 октября опубликовано первое заявление части членов КС «Против репрессий и пыток»
26 октября от имени части членов КС (21 человек) опубликован призыв провести в Москве 27 октября, начиная с 15 часов акцию «От Лубянки до Лефортова. Мы против репрессий и пыток». В это время от здания ФСБ на Лубянской площади до штаб-квартиры Следственного Комитета в Техническом переулке выстроится цепь одиночных пикетов с плакатами, посвящёнными протесту против политических репрессий в России.
27 октября в Москве с 12:00 в течение двух с половиной часов под председательством Алексея Навального прошло первое заседание Координационного совета оппозиции. В заседании приняли участие 35 из 45 избранных членов Совета + двое через Интернет. Координационный совет уже от своего имени, а не от имени отдельныx членов, принял заявление «Против политических репрессий». Члены КС выбрали интернет-площадку «Демократия-2» для информирования членов Совета и проведения голосований по тем или иным вопросам, а также назначили члена КС Александра Винокурова и координатора Комитета гражданских инициатив Дмитрия Некрасова организаторами следующего заседания Совета. Члены КС поддержали проведение 30 октября митинга в поддержку политзаключённых, а также выразили намерение принять участие в «мирной прогулке» против репрессий и пыток 27 октября. Эта акция началась на Лубянке практически сразу после заседания КС.

### Ноябрь 2012 года
24 ноября в Москве с 12:00 прошло второе заседание Координационного совета оппозиции. Приняты решения о регламенте, названа дата «Марша свободы» 15 декабря, утверждён ответственный секретарь Дмитрий Некрасов и другое.

### Декабрь 2012 года
14 декабря опубликовано Заявление КС по поводу марша 15 декабря.
16 декабря прошло третье заседание КС. На нём было принято программное заявление, в основу которого лёг текст «О целях и задачах КСО», подготовленный группой в составе Владимира Ашуркова, Алексея Гаскарова, Бориса Немцова и Сергея Пархоменко. Это программное заявление было принято КС минимально необходимым числом голосов (23 из 45). Альтернативное программное заявление «Наша цель — свободная демократическая Россия» было предложено группой в составе А. Долгих, А. Илларионова, И. Константинова, А. Пионтковского. На заседании было также начато формирование рабочих групп по основным направлениям деятельности КС.

### Январь 2013 года
20 января прошло четвёртое заседание КС. Участники заседания почтили минутой молчания память фигуранта «болотного» дела Александра Долматова. Было принято 16 решений. В частности, об организации весной 2013 г. «Марша против палачей». Большинство в 27 голосов набрала поправка о необходимости ликвидации в России системы политического сыска. Был утверждён состав девяти рабочих групп. Январь также ознаменован открытием сайта ПЛЮРАЛИСТ, посвящённого деятельности КС.

### Февраль 2013 года
11 февраля запущен сайт КС.
16 февраля состоялось пятое заседание КС. Должен был председательствовать Сергей Удальцов, но незадолго до заседания решением Басманного суда был заключён под домашний арест. Председательствовал Борис Немцов. О принятых документах на этом заседании КС написал Владислав Наганов в своём Живом Журнале.
В конце февраля член КС Рустем Адагамов сообщил, что переехал жить в Прагу, где будет «заниматься фотожурналистикой, писать в блог». Решение Адагамова подверглось критике со стороны некоторых оппозиционеров.

### Март 2013 года
5 марта КС принял заявление о строительстве дороги к зимней резиденции Путина и резолюцию «О политических заключённых и узниках совести в России».
6 марта завершилось голосование о создании «Форума свободной России». Большинством голосов было принято положительное решение.
13 марта бывший депутат Госдумы Геннадий Гудков и всё ещё депутат, его сын Дмитрий Гудков, исключены из партии «Справедливая Россия». Официальной причиной было названо участие Гудковых в КС.
16 марта состоялось шестое заседание КС. Председатель — Алексей Гаскаров.
18 марта ответственный секретарь Координационного совета Дмитрий Некрасов попросил освободить его от должности. Своё решение он объяснил желанием сосредоточиться на работе в «Фонде поддержки свободных СМИ». В ответ член КС Андрей Илларионов, в своём блоге 30 марта, предложил процедуру избрания ответственного секретаря членами КС, ЭСО и всеми зарегистрированными избирателями КС.

### Апрель 2013 года
4 апреля Андрей Пионтковский заявил о своём выходе из КС. Причиной послужило несогласие с заочной процедурой выборов ответственного секретаря КС и финансовой поддержкой передачи Леонида Парфёнова.
20 апреля прошло седьмое заседание КС. Председатель — Михаил Гельфанд. Ответственным секретарём КСО избран Марат Давлетбаев, ранее работавший в «Газпроме» и «Интер РАО ЕЭС». Его оппонентом была Наталья Чернышёва из Экспертного Совета.
29 апреля прошло внеочередное заседание КС в связи с арестом Гаскарова, принято заявление.

### Май 2013 года
6 мая в Москве прошёл организованный КСО митинг под лозунгом «За свободу!», в защиту политзаключённых по «болотному делу», собравший до 30 тысяч человек. В прошедшем днём ранее шествии, организованном ЭСО, КСО участвовать отказался, обвинив ЭСО в спойлерстве, хотя лозунги акций 5 и 6 мая совпадали, а участников шествия 5 мая организаторы приглашали прийти на митинг 6 мая.
КСО на своём заседании принял решение провести следующую массовую акцию 12 июня в «День России». Основной целью акции станет поддержка «болотных узников».
27 мая Максим Кац в своём блоге заявил о выходе из КС. Причиной выхода Максим Кац назвал неэффективность КС в его нынешнем составе.

### Июнь 2013 года
Согласована акция в центре Москвы на 12 июня. 12 июня прошёл «Марш против палачей» от Октябрьской (ст. метро) до Болотной площади, число участников — от 6 тыс. (по данным МВД) до 30 тыс. (по данным оппозиции).
15 июня прошло девятое заседание КС. Председатель — Илья Константинов. Было решено вынести на онлайн-голосование в «Демократии 2» вопрос о поддержки единого кандидата от оппозиции на пост мэра Москвы: Алексея Навального либо Сергея Удальцова.

### Июль 2013 года
Журналист и казначей оппозиции Ольга Романова покинула КСО. «Надоело деньги собирать. Сосредоточусь на зеках», — сообщила она.
Запланированное на 20 июля заседание не состоялось из-за отсутствия кворума — из 40 членов КСО на заседание явились только 14.

### Август 2013 года
В августе заседание КСО собрать не удалось в связи с подготовкой к выборам, в частности в Москве и Ярославле.

### Сентябрь 2013 года
Депутат Госдумы Дмитрий Гудков, экс-депутат Геннадий Гудков, журналист Сергей Пархоменко, лидер «Движения в защиту Химкинского леса» Евгения Чирикова и организатор массовых протестных митингов Пётр Царьков заявили, что выходят из КСО и не намерены баллотироваться туда осенью 2013 года.
21 сентября прошло 11 заседание КС. Присутствовало 23 чел из 39 членов КС. Среди вопросов одобрена подготовка выборов второго КС.

### Октябрь 2013 года
19 октября 2013 года последнее заседание КС первого созыва не состоялось из-за отсутствия кворума. Дата выборов нового состава КС не была назначена. 19 октября 2013 года КС завершил своё существование, согласно сообщениям ИТАР-ТАСС.

## Региональные советы

### Жуковский (Московская область)
В октябре 2012 года в Жуковском была организована региональная выборная комиссия в КС. На участке проголосовало около 200 человек. Тогда же задумали создать собственный КС, а через неделю на конференции инициативной группы жителей назначили Выборный комитет. Начальную организационную работу взяла на себя газета «Жуковские вести» во главе с редактором Натальей Знаменской.
Для регистрации кандидатам нужно было собрать 20 подписей жителей и ответить на вопросы «политического компаса», составленного по проблемам города. С середины января волонтёрами начата агитационная кампания — обход квартир, распространение листовок и т. д. В феврале 2013 года в редакции «Жуковских вестей» прошли дебаты кандидатов. Записи выложили на YouTube.
Выборы в Народный совет прошли на той же электронной площадке, что и выборы в КС, но без электронной верификации избирателей. Поэтому выборы проходили месяц, с 23 февраля по 24 марта, чтобы члены Выборного комитета могли проверить данные избирателей. В результате избрано 15 человек из 27 кандидатов, участвовало 1783 избирателя, что составляет 3 % горожан г. Жуковский.

### Воронеж
Прошли выборы Общественного Городского Совета в Воронеже, где на 21 место претендовали 58 кандидатов.

## Использование технологии выборов КСО в других странах
В июне 2013 года шахматист и политик Гарри Каспаров сообщил, что возглавляет комитет «We Choose» в поддержку честных выборов в Иране. Комитет, финансируемый из частных средств, проводил мониторинг параллельных выборов, в которых участвуют 20 кандидатов, отстранённых от участия в избирательной кампании.

Этим я занимаюсь последние несколько месяцев вместе с Леонидом Волковым. Задействована усовершенствованная система Демократии-2 — это виртуальная выборная платформа, с помощью которой проводились выборы в КСО. Я являюсь неформальным организатором процесса, который начался ещё в феврале. А Леонид Волков работает над этим непосредственно с иранцами[…] Идея в том, что если что-то получится, то эта система голосования и регистрации людей, она, конечно, будет использоваться и здесь, в России. На мой взгляд, это важнейшее событие, потому что наши технологии, ноу-хау, они сейчас используются в борьбе с иранским режимом.

## Оценки и мнения

### Предложения для Координационного совета
Ещё до начала работы КС для него было выдвинуто множество предложений — как от самих членов КС, так и избирателей. Вот несколько значимых предложений:
- Продолжить регистрацию избирателей и после избрания КС[49][50].
- Считать 45 избранных членов КС исполкомом — верхней палатой, а из непрошедших в КС депутатов, но набравших как минимум 3 %, сформировать нижнюю палату[51].
- Из всех зарегистрированных избирателей создать Форум свободной России[50][52].

В системе Google Moderator был начат сбор и рейтинг вопросов к членам КС и ЦВК.

### Реакция политиков
Сопредседатель партии РПР-ПАРНАС Владимир Рыжков не стал выдвигать свою кандидатуру на выборы в КС. К выборам он отнёсся в целом нейтрально. Недостатки выборов в КС, по мнению Рыжкова: 1) не происходит расширения социальной базы; 2) не удалось сохранить широкую коалицию, которая была заявлена в декабре 2011 года (не участвуют «Яблоко», КПРФ, партия Прохорова, группа Кудрина и др.); 3) выборы виртуальные, а поэтому они не дают легитимности.
По словам председателя партии «Яблоко» Сергея Митрохина, этот проект очень интересный, но «Яблоко» в нём участия не принимает, поскольку у «Яблока» другая стратегия. «Стратегия „Яблока“ состоит в том, что надо участвовать в тех выборах, которые сегодня есть, иногда только по названию, вот в этих самых нечестных фальсифицированных выборах и пытаться сделать их честными и прозрачными». В «виртуальных выборах», как назвал Митрохин выборы в КС, «Яблоко» не участвует. Кроме того, по решению съезда, «Яблоко» не может принимать участие в структурах, где есть левые радикалы и националисты.
Второй Форум Левых Сил принял резолюцию о бойкоте выборов в КС. Сергей Удальцов, Илья Пономарёв и Илья Будрайтскис, призывавшие левых к участию в выборах, оказались в меньшинстве.
Один из лидеров движения «Солидарность» Владимир Буковский считает избрание КС ошибкой оппозиции: «Это абсолютно бессмысленная трата времени и сил. Организация из 45 человек не способна работать и принимать решения… Более того, КС пошёл по пути широкого представительства разных политических течений, а это приведёт к ещё большим разногласиям. Ко всему прочему, власть постарается его расколоть».

### Оценки политологов
Политолог Александр Кынев так отозвался о результате выборов в КСО: «Слишком московский и тусовочный характер Координационного совета оппозиции является очевидной имиджевой проблемой. Фактически в избранном КСО состоят примерно те же люди, которые организовывали московские протестные акции последнего года».
В декабре 2012 года политолог и член Координационного совета Андрей Пионтковский рассказал об идущей внутри КСО борьбе: 

Координационный совет играет роль протопарламента страны. Когда возникла идея его создания, то Совет должен был стать штабом мирной антикриминальной революции. Таким предлагал его я. А сейчас одна половина его членов выступает за операцию по замене Путина на другого парня, а вторая половина поддерживает идею мирной антикриминальной революции. В этом смысле, Координационный совет — это полезный орган, который благодаря тем политически дебатам, которые там ведутся, раскрывает глаза многим людям.
Однако в апреле следующего года Пионтковский принял решение выйти из КСО: «У меня мало времени и много незаконченной работы. Я не могу более позволить себе тратить дарованный мне ресурс на убеждение взрослых умных людей в очевидном». В дальнейшем он переключился на более активную работу в ЭСО и в то же время выступал связующим звеном между ЭСО и КСО, пытаясь скоординировать их позиции, например по вопросу проведения акций 5 и 6 мая 2013 г.
B июле 2013 года Пионтковский осудил КСО за поддержку на выборах мэра Москвы одного Навального:

К сожалению, богемно-гламурное ядро КС оппозиции, которое задаёт сегодня в нём тон, справедливо оказав морально-политическую поддержку Алексею Навальному, вызывающе отказало в такой же поддержке другому члену КС — узнику режима Сергею Удальцову, несмотря на его прямую просьбу. Обнажив столь бесстыдно свои классовые и идеологические предрассудки, эти люди, на мой взгляд, навсегда лишили себя морального права координировать совместную борьбу различных течений протестного движения….
По мнению политолога Игоря Семёнова, в КСО возобладал либерализм, который превалирует и в протестной Москве в целом. Существующая система членов КСО устраивает — они считают её меньшим злом, чем непредсказуемое народоправство. Поэтому у КСО нет ни программы, ни инструментов для замены существующего режима. Члены КСО рассматривают народ как «стадо баранов» и не способны поднять его на революцию. Народ отвечает сислибам взаимным презрением и выбирает скорее «вороватую власть в погонах». Но в мае 2013 года появилась альтернатива — Экспертный Совет оппозиции (ЭСО). «Это пока очень маленькая, но смелая голова огромного бронтозавра спящего протеста». Дальше, по мнению Игоря Семёнова, у КСО по мере слива протеста будет убывать, а у ЭСО, призывающего к обновлению организации протеста, — прибывать. Задача оппозиционной Москвы — найти в себе силы возглавить революцию самоуправления снизу, при этом лишившись своих привилегий, иначе националистические силы неизбежно оседлают народное самоуправление.
Социолог Игорь Эйдман отметил в своём блоге в октябре 2013 года, что «в реальности, КС видимо создавался для двух целей: легитимизации Навального, как лидера оппозиции, и создания некоего признанного пула возможных переговорщиков с властью». По мнению Эйдмана, первая задача решена, а вторая оказалась недосягаемой из-за несговорчивости власти. Таким образом, считает Эйдман, КС больше не нужен.

### Опросы общественного мнения
С 15 по 18 марта 2013 года Левада-центр провёл по заказу «Газеты. Ru» всероссийский опрос об отношении жителей России к Координационному Совету. Было опрошено 1601 человек, проживающих в 130 населённых пунктах. В результате выяснилось, что о КС слышали 27 % опрошенных. Только 1 % граждан внимательно следит за работой КС.
Левада-центр также выяснил мнение граждан по поводу того, в чьих интересах действует КС. Мнения респондентов, слышавших о КС, распределились следующим образом:
- в интересах людей, возглавляющих Координационный совет — 23 %;
- в интересах зарубежных спонсоров — 15 %;
- в интересах оппозиции — 11 %;
- в интересах среднего класса — 8 %;
- в интересах московской интеллигенции — 8 %;
- в интересах всех граждан России — 6 %.

30 % от тех, кто слышал что-то о КСО, не смогли ответить на вопрос, чьи интересы защищают оппозиционеры.

### Петиция о закрытии КС
24 декабря 2012 года на сайте whitehouse.gov в рамках проекта обращений общественности к администрации Президента США We the People была размещена петиция с требованием закрыть Координационный совет российской оппозиции, поскольку эта организация «тратит слишком много денег американских налогоплательщиков без позитивных результатов» («Coordinating Council of Opposition spend too many U.S. taxpayers' money without positive effect»). Эта петиция появилась в ответ на опубликованные ранее петиции с требованиями включить в «список Магнитского» депутатов Госдумы, проголосовавших за «антисиротский закон», и президента Владимира Путина, если он этот закон подпишет. Первая из этих петиций собрала более 54 тысяч голосов. Инициатором петиции с требованием закрыть КС значился адвокат и деятель оппозиции Марк Фейгин, однако он отверг свою причастность к ней. Член КС журналист Сергей Пархоменко назвал петицию о закрытии КС шуткой, а уже 26 декабря она была удалена с сайта.

### Судьба членов КС
Двое членов КС погибли – Борис Немцов (убит) и Алексей Навальный (скончался в тюрьме), трое оказались в тюремном заключении – Владимир Кара-Мурза, Илья Яшин (освобождены в рамках обмена заключёнными между Россией и Западом) и Сергей Удальцов (вышел на свободу 8 августа 2017 года).